# いぬかみっ!
『いぬかみっ!』は、有沢まみずによる日本のライトノベル。また、これを原作としたメディアミックス作品。イラストは若月神無。電撃hp掲載時の題名は「いぬかみ」であった。

## 概要
2002年よりライトノベル雑誌『電撃hp』での連載を経て2003年1月に1巻を刊行。以降不定期で数話単位の集中連載や読切が特集として掲載されることがあるが基本書下ろし短篇集の形で刊行し2007年5月第14巻で完結した。第8巻までが「第一部」となっており、第9巻は番外編。第10巻から「第二部」となり、全14巻で完結しているが、その後も番外編にあたる「いぬかみっ! EX」が2冊発表された。また、作者によれば『いぬかみっ!』はまだ完全には終わっておらず、その世界観は後の作品である『ラッキーチャンス!』に引き継がれている。2008年10月時点でシリーズ累計部数は160万部を記録している。
2005年から2008年にかけて、『月刊電撃コミックガオ!』にて同誌で『ひなどりGIRL』を連載していた漫画家・松沢まりの作画によりコミカライズ版『いぬかみっ!』が連載。2006年9月に発売されたコミック『いぬかみっ!あんそろじ〜』には、原作者である有沢まみずの著した外伝作小説「もしかしたらifの物語断片」が掲載されている。
2006年4月より、テレビアニメシリーズ『いぬかみっ!』が放送開始。テレビ東京系列局6局にて放送された。また、このテレビアニメシリーズの放送開始に先駆け、登場キャラクターのイメージCDが製作・発売された。2006年9月、電撃文庫ムービーフェスティバルの作品の1つとして劇場版アニメが製作されることが発表され、2007年4月に公開された。2006年12月に、ニンテンドーDS対応のサウンドノベル『DS電撃文庫』版が発売されている。
物語の主な舞台となる吉日市のモデルは盛岡市とのこと。

## あらすじ

### 第一部
吉日市に住む高校生・川平啓太は、由緒正しき犬神使いの一族・川平家の末裔。ところが能力不足その他モロモロの事情により主家から勘当されていた。そんな折、川平家当主である祖母の元に呼び出された啓太は、“ようこ”と名乗る犬神に引き合わされる。出会った当初の彼女は従順で容姿は抜群。早速啓太は主従の契りを結び共同生活を始める。
ところが、ようこの本性は誰もコントロール出来ないほどの大問題児。当初の従順な態度はタダのポーズにすぎなかった。ようこの気まぐれで享楽的な態度に振り回される啓太は、様々なトラブルに巻き込まれ散々な目に遭わされる。
そんな日々の中、特命霊的捜査官の仮名史郎（かりな しろう）や親戚の川平薫、さらに“なでしこ”を始めとする川平薫の犬神達など、様々な面々が啓太とようこを中心として集まり、さらなるドタバタの日々が繰り広げられる。続いていく日々の中、啓太・ようこの仲は次第に変化していく。
しかしそれからしばらくして、かつて世界を震撼させた人類最強の魔道士の一人である『赤道斎（せきどうさい）』と、因果律をも意のままに操る史上最強の妖怪『大妖狐（だいようこ）』が復活を迎えてしまった。その上、啓太は大妖狐の力によって赤ん坊にされ、ようこもまた、大妖狐の霊力で作り出した牢屋の中に閉じ込められてしまうことになる。
赤道斎と大妖狐、そして自らの身体を蝕んでいた呪いを解くべく、赤道斎に裏で協力していた川平薫率いる犬神軍団によって壮絶な三つ巴の戦いが吉日市の上空で繰り広げられるが、予想外の事態が発生する。赤道斎の作り出した魔道人形『クサンチッペ』が、かつて薫に呪いをかけた張本人である魔道士『邪星』の怨念に乗っ取られ、同じく赤道斎の作り出した仲間であるはずの魔道具『大殺界（だいさっかい）』を改造して暴れだした。
主であるはずの赤道斎にまで反抗し、赤道斎と大妖狐の力を吸収したクサンチッペは、薫や薫の犬神達を肉体的・精神的に追い詰めていく。しかし、復活した啓太とようこの手によってクサンチッペと寄生していた邪星は倒され、また、薫にかけられた呪いによって氷の棺の中に閉じ込められていた薫の父と妹も邪星の消滅によって救い出され、薫の望んでいた破邪顕正は遂に達成された。
しかし、その代償として、薫は大殺界の力によって消滅。薫の最も身近にいたなでしこもまた姿を消してしまった。

### 第二部
吉日市で起こった壮絶な戦いから数日後。川平啓太とようこは、ともはねと邪星の呪いから救い出された薫の妹・川平カオルの四人で、川平薫邸に住み着いていた。
内気な性格をしたカオルは、始めは中々啓太達になじめなかったが、次第に打ち解けていくようになり、啓太のことを「啓太お兄ちゃん」と呼び慕うようになり始め、ようことともはねの動揺を招く羽目になる。さらにはフラノ・てんそう・たゆねと、薫の犬神達が妙な珍客を連れて次々と戻ってきたことで、また賑やかな日々が戻り始める。
そんな中、ヨーロッパ方面にいるせんだんを始めとする他の薫の犬神達は、消滅してしまった川平薫を救い出すべく、赤道斎の予言を元に、世界中に存在する高名な占い師達に薫を取り戻す方法を占ってもらう為に、世界各地を東奔西走していた。
そして、ごきょうやが入手した故人の占い師、イブン・ハサットの遺言を元に、太古の記憶を残す四体の精霊を吉日市に集めることになるが、ごきょうや以外の犬神達は、この遺言が消息を絶っていたなでしこからの言伝であることをまだ知らない。
以前とどこか雰囲気の違うなでしこは、様々な占い師達の語った予言にある『黒衣の背信者』を示すかのごとく、黒いエプロンドレスを身にまとっていた。

## 用語
犬神（いぬかみ もしくは いぬがみ）
現実の伝承上の犬神とは微妙に意味合いが異なり、人の姿をとることも出来る巨大な犬の化生。その本性は「破邪顕正」（邪を破り正しきを顕す、つまり「正義を行う」こと）と言われ、川平家の犬神たちのように霊能力を持つ血族との盟約関係を持つ群れの存在も複数確認されているとされ、川平家以外にも「犬神使い」は存在し、原作内では東家などが名前だけ挙げられている。犬神使いを含む「人間」の善し悪しを判断する基準として、少なくとも容姿は二の次であり性格や言動を重視し、潔癖な正義感であることが理想。当初、薫の犬神たちが啓太を物凄く嫌っていたのは彼が犬神の倫理基準に反することばかりしているからであった。
霊力を失わないかぎり不老長寿であり、子供をつくったり、強力な術を使い続けるなどしないかぎり若いままである。
犬神使い（いぬかみつかい もしくは いぬがみつかい）
「犬神」に憑かれ、それを使役する霊能者のこと。作内では大抵の場合、啓太・宗家・薫など川平家の人間のことを指す。使役とは言うが、どちらかと言えば盟約関係・友情関係・ペットと飼い主といった「友愛・信頼を基礎に置いた関係」の上に成り立つ「共闘」に近い。
犬神使いの強さは、基本的には憑く犬神の数によって測られる。つまり、強い能力を持てば持つほど数多くの犬神を憑かせることが出来る。
ただし、例外として本当に強い犬神使いに本当に強い犬神が憑いた場合には、憑いた犬神が他の犬神が憑くのを排除して主を独占するために、傍目には「1匹しか憑かなかった弱い犬神使い」に見えてしまう。この場合、その力の総和は通常「強い犬神使い」とされる者と大差無い場合がある。作中では、宗家や啓太がこのケースにあたる。
しかし、犬神使いの強さの指針は、憑いている犬神の数や力の強さの他にもう一つあり、それこそが犬神使いの本当の強さの指針になりうるものとされる。それは「犬神たちの指揮官としての能力」で、犬神の数・状況・性質・能力を把握し、それらをどのように効果的に運用できるかということである。大妖狐曰く、犬神は犬神使いに指揮されることで倍々に強くなっていく、という。薫は特にこの点で優れている。なお啓太にはようこしか憑かなかったために、この能力に関して未知数であったが、原作第2部終盤において非常時的に薫の犬神たちを指揮したことで、才能が急激に開花した。さらには完結編最終章にてこの能力は、犬神たちだけではなく他の者にも作用を及ぼし戦いの場を支配する、いわば「『犬神使い』使い」ともいえる能力へと昇華された。
犬神使い同士の連絡方法は様々だが、近年は古来の霊能力者間の口コミに加えインターネットの利用も活発。特に川平家では宗家自らが犬神使い専用の会員制ウェブサイト『満月亭』を開いており、血族のみならず他家や個人の犬神使いにもその門戸を広く開いている。
基礎霊力（きそれいりょく）
川平家では、犬神及び犬神使いの霊力の強さを、漬け物石を割るテストで計測する為、単位は「漬け物石」で表される。ただし、計測時の状況や体調などにも左右される為、この数値はあくまで参考程度である。
特命霊的捜査官（とくめいれいてきそうさかん）
内閣官房直属となる秘密特務機関「鎮霊局」に所属する霊能力を持った捜査官で、仮名士郎がこれにあたる。主な任務は、霊的犯罪の捜査及び対処であり、その為に必要ならば犬神使いを始めとする一般の霊能力者を依頼して連携をとる事も可能。全員が霊的アイテムを標準装備として所有している。また、局長のコネクションによって、様々な霊能力者や政財界への発言権を持っている。
本作と同じ世界観である『ラッキーチャンス!』に登場する天草沙代も、特命霊的捜査官である。
天地開闢医局（てんちかいびゃくいきょく）
とある神山の奥地にある、妖怪専門の医療機関。実は国家機関であり、医局員は人間である。
川平家の犬神たちは、ここで定期健診や予防接種を受けることが川平本家の宗家により義務付けられている。
ようことなでしこはそれ以外にも時々2人で通っている。その理由は、啓太がようこに聞いても「えっち♪」と返されるだけであったが、『EX わんわん!!』でなでしこの口からごきょうやにのみ明かされた。
最近は啓太に大変な興味を示し、ようこに私生活をビデオレポートするようデジタルビデオカメラを貸付している。おそらくは前述の理由に関係するものと思われる。
破邪走光（はじゃそうこう）、破邪結界（はじゃけっかい）
最長老一族や薫の犬神たちが使う共通の光線技や結界術。破邪走光は通常の光線技としての特性以外にも、各犬神によって異なる特性や、それぞれの光線を組み合わせて全く別の効果を持たせる特性も持つ。なお、集団技はせんだんの指揮の下に発されることが多い。内容は以下の通り。
破邪走光
- 紅（くれない）
発露×1 - 9。通常の光線技で単独で使用可能（集団での使用も可能）。全員が使える。
- 煉獄（れんごく）
発露×オール（10）。もしくは発露×オール（9）および発露×オール-1（9）。なお括弧内は発動人数であり、実際には表記、呼称されない。
破邪走光における最大必殺技。焼却浄化炎。その出力だけならようこの通常版「だいじゃえん」以上。薫の犬神たち全員もしくはなでしこを除く9人で発動が可能。「破邪走光・発露×オール（10）」はなでしこが加わった場合の仮想的な呼称であったが、アニメでは最終話においてせんだんの下で、原作では第2部最終章にて復活した薫の指揮の下でようやく実現する。「破邪走光・発露×オール（9）」は、他の犬神たちがなでしこを仲間と認めていなかった時の呼称。ようことの戦い以降はなでしこの存在を意識して「破邪走光・発露×オール-1（9）」がデフォルトとなっている。

破邪結界
- 二式紫刻柱（にしきしこくちゅう）
犬神たちの最長老一族に伝わる結界術の一つで（最終巻では、ようこも最長老から伝授される）、主に防御壁として使用する。薫の犬神たち3人の霊力を寄り合わせることで発現が可能。また、アニメ版では施術人数設定が変更されており、いぐさとせんだんの2人で発現させている光景が見られた。この発動人数の変化は、後に原作第2部において犬神たちの成長を示すためかフィードバックされている。なお、はけとようこ、そして成長したともはねは単独での発現が可能である。
- 零式舞踊結界（ぜろしきぶようけっかい）
現在は最長老と後継者のはけのみが使える、一子相伝の結界術。最長老はこの術によって300年以上もの間大妖狐を封印していた。この結界の中では、使おうとした霊気の全てが盆踊りなどあらゆる踊りのステップに変換されてしまう。また、対象者の霊力が大きければ大きいほど、その力によって加速的に結界が閉鎖され、かつ厳重に封印される。結界陣を敷きその中へ対象者を入れなければ発動できないため、非常に扱いづらい術でもある。

個別技としての破邪走光
各犬神の特性に合わせた破邪走光のバリエーション。現在は以下の種類が確認されている。
- 破邪走光・発露×1、たゆね突撃
たゆねの使う専用技。自らの霊力を体内で増幅し、その凄まじいエネルギーをもって体ごと対象にぶつかっていくことで霊的な大爆発を起こし、敵（と周囲）を粉砕する。この技で本人は傷一つ負うことは無いのだが、霊力を極端に消耗し発動中は制御もままならない為、一種の自爆技と言ってもいい。
- 破邪走光・発露×1、ともはねすぺしゃる
ともはねの使う対象探査術。霊力を上に掲げた手に集中して探査対象を念じることで、その手が自動的に対象のいる方向を指す。特定存在の捜索や索敵に力を発揮する。ともはねが集中できない状況下では使えない。原作では、親指を立てて念じると倒れて目標の方角を指し示し、アニメでは人差し指が目標の方角を指差す。
赤道斎も陰茎を使って、同様の技を行うことができる。

## 既刊一覧

### 小説（本編）
- 有沢まみず（著）・若月神無（イラスト） 『いぬかみっ!』 メディアワークス〈電撃文庫〉、全14巻
  1. 『いぬかみっ! 』2003年1月25日初版発行（1月10日発売[5]）、ISBN 4-8402-2264-9
  2. 『いぬかみっ! 2』2003年5月25日初版発行（5月10日発売[6]）、ISBN 4-8402-2381-5
  3. 『いぬかみっ! 3』2003年9月25日初版発行（9月10日発売[7]）、ISBN 4-8402-2457-9
  4. 『いぬかみっ! 4』2004年2月25日初版発行（2月10日発売[8]）、ISBN 4-8402-2607-5
  5. 『いぬかみっ! 5』2005年1月25日初版発行（1月10日発売[9]）、ISBN 4-8402-2871-X
  6. 『いぬかみっ! 6』2005年4月25日初版発行（4月10日発売[10]）、ISBN 4-8402-2325-4
  7. 『いぬかみっ! 7』2005年8月25日初版発行（8月10日発売[11]）、ISBN 4-8402-3129-X
  8. 『いぬかみっ! 8 川平家のいちばん長い一日』2005年12月25日初版発行（12月10日発売[12]）、ISBN 4-8402-3236-9
  9. 『いぬかみっ! 9 ハッピー・ホップ・ステップ・ジャンプ!』2006年4月25日初版発行（4月10日[13]）、ISBN 4-8402-3396-9
  10. 『いぬかみっ! 10』2006年8月25日初版発行（8月10日発売[14]）、ISBN 4-8402-3517-1
  11. 『いぬかみっ! 11』2006年11月25日初版発行（11月10日発売[15]）、ISBN 4-8402-3603-8
  12. 『いぬかみっ! 12』2007年2月25日初版発行（2月10日発売[16]）、ISBN 978-4-8402-3720-8
  13. 『いぬかみっ! 13 完結編 〈上〉〜hop step dash〜』2007年4月25日初版発行（4月10日発売[17]）、ISBN 978-4-8402-3809-0
  14. 『いぬかみっ! 14 完結編 〈下〉〜fly high high〜』2007年5月25日初版発行（5月10日発売[18]）、ISBN 978-4-8402-3862-5

### 小説（外伝）
- 有沢まみず（著）・松沢まり（イラスト）『いぬかみっ! EX』 メディアワークス〈電撃文庫〉、全2巻
  1. 「わん!」2007年9月25日初版発行（9月10日発売[19]）、ISBN 978-4-8402-3969-1
  2. 「わんわん!!」2008年12月10日初版発行（同日発売[20]）、ISBN 978-4-04-867423-2
- 有沢まみず（著）・若月神無（イラスト） 『いぬかみっ! スペシャルエディション』 メディアワークス〈電撃劇場文庫〉、2007年4月21日発売
  - 電撃文庫ムービーフェスティバル公開の劇場限定販売

### 漫画
『月刊電撃コミックガオ!』2005年12月号から2008年4月号まで連載された。本来なら、原作の最終巻まで漫画化する予定であったがメディアワークスとアスキーの合併と連載雑誌である『月刊電撃コミックガオ!』の廃刊により物語の途中で連載終了となる。
- 有沢まみず（原作）・若月神無（キャラクターデザイン）・松沢まり（作画）『いぬかみっ! 』 メディアワークス〈電撃コミックス〉、全6巻
  1. 2006年3月27日発売[21]、ISBN 4-8402-3417-5
  2. 2006年8月26日発売[22]、ISBN 4-8402-3569-4
  3. 2007年2月27日発売[23]、ISBN 978-4-8402-3786-4
  4. 2007年7月27日発売[24]、ISBN 978-4-8402-3959-2
  5. 2007年12月15日発売[25]、ISBN 978-4-8402-4140-3
  6. 2008年5月27日発売[26]、ISBN 978-4-04-867074-6
- 『いぬかみっ! あんそろじ〜』2006年9月27日発売[27]、ISBN 4-8402-3959-2

## テレビアニメ
2006年4月より同年9月までテレビ東京系列で放送、全26話（2クール）。

### スタッフ
- 原作 - 有沢まみず（電撃文庫 / メディアワークス刊）[28]
- キャラクター原案 - 若月神無[28]
- 監督 - 草川啓造[28]
- シリーズ構成 - 玉井☆豪[28]
- キャラクターデザイン - 友岡新平[28]
- 美術監督 - 片平真司[29]
- 美術デザイン - 益田賢治[29]
- 色彩設計 - 長坂恵[30]
- 撮影監督 - 小澤次雄[30]
- 編集 - 関一彦[30]
- 音響監督 - 菊田浩巳[30]
- 音楽 - いぬかみっ!アンサンブル[29]
- プロデューサー - 中西豪、池田慎一、上村修、佐藤達郎
- アニメーション制作 - セブン・アークス[28]
- 製作 - 犬神使い派遣協会[29]

### 主題歌
オープニングテーマ
「ヒカリ」（第1話〜第25話）
歌 - 堀江由衣 / 作詞 - 椎名可憐 / 作曲・編曲 - YUPA
- 第26話では本編の構成上で流れなかった。

エンディングテーマ
「友情物語」（第1話〜第5話、第7話〜第11話、第13話〜第17話、第19話〜第25話）
歌 - Aice5 / 作詞 - 有森聡美 / 作曲・編曲 - 大川茂伸
- 第6話・第26話では本編の構成上で流れず、第12話では後述の「ケイのうた」が用いられた。また、第18話では曲こそ変わらなかったものの、歌手と歌詞が変更された後述の「友情物語・男子（?）バージョン」が用いられた。
- 映像も前奏の映像も1から5話までが啓太のアパート、7話のみ飛行船が墜落して大破したアパート、それ以降は橋の下の啓太ハウスになっている。

「ケイのうた」（第12話）
歌 - 新堂ケイ（水樹奈々） / 作詞 - 有沢まみず / 作曲・編曲 - 横山マサル
- 『DVD いぬかみっ! VOL5っ!! 特装版の特典DISC（2006年12月6日発売）に収録。

「友情物語・男子(?)バージョン」（第18話）
歌 - すーぱーぞうさんず&Rice5 / 作詞 - 有森聡美 / 作曲・編曲 - 大川茂伸
- TVアニメサントラCD第2弾『いぬかみっ! 狂走曲 そのにっ！〜絶望との戦い〜』（2006年11月22日発売）内に収録

### 評価
「2006年度読者が選ぶアニメキャラ大賞」ではようこが2部門でトップ10入り（「セクシーだったDE賞」7位、「ワガママだったDE賞」9位）、「マヌケだったDE賞」で川平啓太がで8位、「けなげだったDE賞」でなでしこが9位をそれぞれ獲得している。

### 各話リスト
| 話数 | サブタイトル              | 脚本           | 絵コンテ          | 演出         | 作画監督                    |
| ---- | ------------------------- | -------------- | ----------------- | ------------ | --------------------------- |
| 1    | はだかでドンマイっ!       | 玉井☆豪        | 武蔵境考          | 中山敦史     | 友岡新平                    |
| 2    | マッチョがぺろぺろっ!     | 玉井☆豪        | 斎藤良成          | 斎藤良成     | 斎藤良成                    |
| 3    | 水着でたいじっ!           | 玉井☆豪        | T.syuuhei         | 畠山茂樹     | 小森篤                      |
| 4    | やらずのかっぽう着っ!     | 玉井☆豪        | 坂田純一          | 佐土原武之   | 吉田伊久雄                  |
| 5    | 啓太とようこっ!           | 玉井☆豪        | 佐藤雄三          | 上坪亮樹     | 橋本貴吉                    |
| 6    | ぴったりともはねっ!       | 大久保智康     | 岩井優器          | 藤棚暁       | 岩井優器 金子誠             |
| 7    | 混浴でサクサクっ!         | あみやまさはる | 岩井優器          | 畠山茂樹     | 藤原利恵                    |
| 8    | こすってしっぽっ!         | 久島一仁       | 垂永士            | 三宅和男     | 田中ちゆき                  |
| 9    | 煩悩とせくはたっ!         | あみやまさはる | 岩崎良明          | 西山明樹彦   | 湯本佳典                    |
| 10   | 桜の思い出っ!             | 有沢まみず     | 中山岳洋          | 上坪亮樹     | 小森篤                      |
| 11   | ぐったりにおねがいっ!     | 久島一仁       | 栗本宏志          | 畠山茂樹     | 吉田伊久雄                  |
| 12   | だから死にたい私の歌っ!   | 玉井☆豪        | 岩井優器          | 吉田泰三     | 橋本貴吉                    |
| 13   | だけど俺にはお前の歌っ!   | 玉井☆豪        | 武蔵境考          | 中山敦史     | 友岡新平                    |
| 14   | カッパとオトサンっ!       | あみやまさはる | うえだひでひと    | 畠山茂樹     | 藤原利恵                    |
| 15   | ウハウハ啓太に恩返しっ!   | 久島一仁       | 山本秀世          | 西山明樹彦   | 堀越久美子                  |
| 16   | 部屋と怪談と私っ!         | 大久保智康     | 垂永士            | 佐土原武之   | 川島勝                      |
| 17   | なんか見えてるっ!         | あみやまさはる | 岩井優器          | 長岡義孝     | 小森篤                      |
| 18   | まんもすたいへんっ!       | 久島一仁       | 岩井優器          | 佐土原武之   | 新井伸浩 藤原利恵           |
| 19   | もっこり啓太の思うツボっ! | 築地俊彦       | 垂永士            | 畠山茂樹     | 湯本佳典 藤本明子 佐藤玲子  |
| 20   | 白布に想いをっ!           | 有沢まみず     | 草川啓造          | 西山明樹彦   | 橋本貴吉                    |
| 21   | しっかりともはねっ!       | 玉井☆豪        | 松本マサユキ      | 松本マサユキ | PARK CHANG-HWAN EUN IK-HYUN |
| 22   | パパとムコ殿っ!           | 大久保智康     | 杉山正樹          | 古川政美     | 藤原利恵                    |
| 23   | しぼむ象さんっ!           | あみやまさはる | 友田政晴          | 畠山茂樹     | 宮下雄次 藤本明子           |
| 24   | 薫となでしこっ!           | 玉井☆豪        | 前園文夫          | 佐土原武之   | 小森篤                      |
| 25   | 絶望の宴っ!               | 玉井☆豪        | 杉山正樹          | 西山明樹彦   | 橋本貴吉                    |
| 26   | ヒカリっ!                 | 玉井☆豪        | 草川啓造 友田政晴 | 中山敦史     | 友岡新平                    |

### 放送局
| 放送地域       | 放送局         | 放送期間                | 放送日時           | 放送区分       | 備考 |
| -------------- | -------------- | ----------------------- | ------------------ | -------------- | ---- |
| 関東広域圏     | テレビ東京     | 2006年4月5日 - 9月27日  | 水曜 25:00 - 25:30 | テレビ東京系列 |      |
| 大阪府         | テレビ大阪     | 2006年4月5日 - 9月27日  | 水曜 25:30 - 26:00 | テレビ東京系列 |      |
| 愛知県         | テレビ愛知     | 2006年4月5日 - 9月27日  | 水曜 25:28 - 25:58 | テレビ東京系列 |      |
| 岡山県・香川県 | テレビせとうち | 2006年4月5日 - 9月27日  | 水曜 25:58 - 26:28 | テレビ東京系列 |      |
| 福岡県         | TVQ九州放送    | 2006年4月9日 - 10月1日  | 日曜 26:45 - 27:15 | テレビ東京系列 |      |
| 北海道         | テレビ北海道   | 2006年4月10日 - 10月2日 | 月曜 25:30 - 26:00 | テレビ東京系列 |      |

| テレビ東京系 水曜25:00枠         | テレビ東京系 水曜25:00枠 | テレビ東京系 水曜25:00枠 |
| 前番組                           | 番組名                   | 次番組                   |
| -------------------------------- | ------------------------ | ------------------------ |
| キン肉マンII世 ULTIMATE MUSCLE 2 | いぬかみっ!              | 武装錬金                 |

### CD

#### キャラクターCD
1. ようこ&啓太（2006年1月25日発売）
2. なでしこ&啓太（2006年2月22日発売）
3. ともはね&啓太（2006年3月24日発売）
4. せんだん&啓太（2006年4月26日発売）
5. たゆね・いぐさ&啓太（2006年6月21日発売）
6. いまり・さよか&啓太（2006年7月26日発売）
7. ごきょうや・フラノ・てんそう&啓太（2006年8月23日発売）

#### TVアニメサントラCD
1. いぬかみっ! 狂走曲 そのいちっ! 〜Kichijitsu Love Story!?〜（2006年9月21日発売）
2. いぬかみっ! 狂走曲 そのにっ! 〜絶望との戦い〜（2006年11月22日発売）

#### ボーカルCD
- いぬかみっ! ボーカルアルバム paradiso（2006年12月21日発売）

#### ラジオCD
- いぬかみっ! ラジオ「こいぬのじかん」（2007年1月24日発売）

### DVD
1. いぬかみっ! VOL1っ!!（限定版：2006年8月9日発売）（通常版：2006年10月4日発売） - VOL.1のみ2話収録、VOL.2以降は3話収録
2. いぬかみっ! VOL2っ!!（限定版：2006年9月6日発売）（通常版：2006年11月8日発売）
3. いぬかみっ! VOL3っ!!（限定版：2006年10月4日発売）（通常版：2006年12月6日発売）
4. いぬかみっ! VOL4っ!!（限定版：2006年11月8日発売）（通常版：2007年1月11日発売）
5. いぬかみっ! VOL5っ!!（限定版：2006年12月6日発売）（通常版：2007年2月7日発売）
6. いぬかみっ! VOL6っ!!（限定版：2007年1月11日発売）（通常版：2007年3月7日発売）
7. いぬかみっ! VOL7っ!!（限定版：2007年2月7日発売）（通常版：2007年4月4日発売）
8. いぬかみっ! VOL8っ!!（限定版：2007年3月7日発売）（通常版：2007年5月2日発売）
9. いぬかみっ! VOL9っ!!（限定版：2007年4月4日発売）（通常版：2007年6月6日発売）

### 劇場アニメ
『いぬかみっ! THE MOVIE 特命霊的捜査官・仮名史郎っ!』のタイトルで電撃文庫ムービーフェスティバルとして2007年4月21日から『灼眼のシャナ』と『キノの旅』同時上映で公開。

#### スタッフ（劇場アニメ）
- 原作 - 有沢まみず[32]
- 原作イラスト - 若月神無[32]
- 監督・絵コンテ - 草川啓造[32]
- 脚本 - 玉井☆豪[32]
- キャラクターデザイン・演出・作画監督 - 友岡新平
- 美術監督 - 片平真司
- 色彩設計 - 長坂恵
- 撮影・3DCGI監督 - 中山敦史
- 編集 - 布施由美子、野尻由紀子
- 音響監督 - 菊田浩巳
- 音楽 - いぬかみっ!アンサンブル[32]
- プロデューサー - 中西豪、佐藤達郎、上村修
- アニメーション制作 - セブン・アークス[33]
- 製作 - 劇場版犬神使い派遣協会[33]

#### 主題歌（劇場アニメ）
- 挿入歌『正義の名の下に 〜仮名史郎のテーマ〜』仮名史郎
- 劇場エンディング『友情物語 〜みんなver.〜』チーム☆カンターレ

### インターネットラジオ
スタチャインターネットラジオにて2006年5月12日から2007年5月25日まで配信された。全55回。正式タイトルは「いぬかみっ! Webラジオ こいぬのじかん」。パーソナリティは、なでしこ役の名塚佳織とともはね役の長谷川静香。

#### 主題歌
通常、オープニングは、タイトルコール部分のバックに『ヒカリ』のイントロ部分のみが流され、以後通常のオープニング曲が流される。ただし、『ヒカリ』を歌っている堀江由衣本人がゲスト出演した第27回のみ、そのままオープニング曲として使用されている。
- オープニング曲：

『ヒカリ』（第27回）
歌：堀江由衣、作詞：椎名可憐、作曲・編曲：YUPA
- エンディング曲

『友情物語』(第1回 - 19回、21回 - 26回、28回 - )
歌：Aice5、作詞：有森聡美、作曲・編曲：大川茂伸
『友情物語・男子(?)バージョン』(第20回、27回)
歌：すーぱーぞうさんず&Rice5、作詞：有森聡美、作曲・編曲：大川茂伸
ゲストが登場する回のエンディングには、特別にこちらが用いられることが恒例となりつつある。

#### コーナー
メールのおじかん(第1回 - )
リスナーからのお便りを紹介するコーナー。
ともはねにっき(第1回 - )
「いぬかみっ！」関連のインフォメーションコーナー。ともはね役の長谷川が朗読する。ともはねの書いた日記形式ということで、「○月×日」から始まるのが特徴。都合により長谷川がコーナーを行えない場合は「なでしこ日記」としてなでしこ役の名塚が朗読することもある。
佳織と静香の噛みつきあいっ!(第1回 - 第28回)
リスナーからテーマを募り、司会の2人がそれに対して討論するコーナー。突然終了した。
次回予告いっちょかみっ!(第1回 - 第14回)
リスナーがアニメ版「いぬかみっ!」の次回予告を考えて投稿。番組で披露するコーナー。
マニアでフェチなこだわリスト!略してマニフェス党!(第15回 - 第36回)
リスナーから寄せられた「マニアでフェチなこだわり」についての意見をマニフェストとして発表するコーナー。
佳織と静香の寄りつきあいっ!(第29回 - 第36回)
リスナーからテーマを募り、パーソナリティの2人がそれに対して同時に答えて意見が一致するかどうかを試すコーナー。

#### ゲスト
- #11,49：有沢まみず(原作者)
- #19,54：福山潤(川平啓太役)

この回は、長谷川の誕生日の祝いが番組内で行われ、そのお祝いのメッセンジャー兼サプライズゲストとして登場。このため、福山は事前の登場告知もなく、最後まできちんと紹介されない。
- #26：堀江由衣(ようこ役)
- #29：トロちゃん(いぬかみっ!脚本家の飼い犬)

スタジオに犬をゲストに招き、パーソナリティー側からの一方的な会話が続くというシュールな展開。
- #44：森永理科（たゆね役）
- #52：名塚佳織の父、長谷川静香の父

この回は、「子供の日スペシャル」として、冒頭から2人の父がパーソナリティとして「いぬかみっ!ラジオ　おやいぬの時間だワン」とタイトルコールしている。

## その他メディア展開
DS電撃文庫「いぬかみっ! feat.Animation」
限定版・通常版：2006年12月7日発売
ニンテンドーDS専用サウンドノベル。原作小説を多数のイベントCGとBGMで再現した「ノベルパート」や、ゲーム中に隠されたカードを見つけ出すことでプレイできる「カードゲーム」、ここでしか読むことのできない書き下ろし小説など、さまざまな要素が盛り込まれている。本作に薫の犬神でせんだん、なでしこやともはね以外の犬神のに声優・台詞はいない。
ともはね日記
第1話から各話順に、ともはね視点から見た出来事を絵日記としてスターチャイルド版公式サイト上で定期公開。